# Soulfly (album)
Albums de Soulfly
Primitive
(2000)
Singles
1. "Bleed"
Sortie : 1998
2. "Eye for an Eye"
Sortie : 1998
3. "Umbabarauma
Sortie : 1998
4. "Tribe"
Sortie : 1999

Soulfly est le premier album du groupe de metal Soulfly sorti en 1998. C'est le premier album de Max Cavalera après avoir quitté Sepultura.

## Historique
Cet album est enregistré aux Indigo Ranch Studios à Malibu, Californie et paraît sur le label Roadrunner Records le 21 avril 1998. Quatre singles seront tirés de cet album qui a depuis été réédité en plusieurs versions avec titres bonus.
Le titre Umbabarauma est une reprise du chanteur-musicien brésilien Jorge Ben Jor ; le riff du break de Tribe, composé lors du Roots Tour de Sepultura, est aussi utilisé par Igor Cavalera et Andreas Kisser comme riff principal de la chanson Walkman figurant dans la bande son du film brésilien No coraçao dos deuses. Le titre The Song Remains Insane est un assemblage de incorporant une reprise de Caos de Ratos de Porão et un court extrait de Attitude de Sepultura façon hardcore.
L'album comporte de nombreux amis de Max Cavalera en tant qu'invités, notamment Burton C. Bell, Dino Cazares et Christian Olde Wolbers de Fear Factory, Fred Durst et DJ Lethal de Limp Bizkit, Chino Moreno des Deftones, Benji Webbe de Skindred, etc.
Soulfly se classe à la 79e place du Billboard et est certifié disque d'or aux États-Unis. En France il se classe 14e dans les charts et est certifié disque d'argent.
Cet album est dédié à Dana Wells, beau-fils et ami de Max Cavalera, décédé à l'âge de vingt et un ans dans un accident de voiture au nord de Phoenix en août 1996. Il a participé à l'écriture du titre The Song Remains Insane sous le pseudonyme de D-Low.

## Liste des titres
- Tous les titres sont composés par Max Cavalera sauf indications contraires.

| No  | Titre                                               | Auteur                            | Durée |
| --- | --------------------------------------------------- | --------------------------------- | ----- |
| 1.  | Eye for an Eye (avec Burton C. Bell & Dino Cazares) |                                   | 3:34  |
| 2.  | No Hope=No Fear                                     |                                   | 4:35  |
| 3.  | Bleed (avec Fred Durst & DJ Lethal)                 | Cavalera / Durst                  | 4:06  |
| 4.  | Tribe                                               |                                   | 6:02  |
| 5.  | Bumba (avec Los Hooligans)                          |                                   | 3:59  |
| 6.  | First Commandment (avec Chino Moreno)               |                                   | 4:29  |
| 7.  | Bumbklaatt                                          |                                   | 3:51  |
| 8.  | Soulfly (instrumental)                              |                                   | 4:01  |
| 9.  | Umbabarauma (avec Eric Bobo & The Hooligans)        | Jorge Ben Jor                     | 4:45  |
| 10. | Quilombo (avec DJ Lethal & Benji Webbe)             |                                   | 3:42  |
| 11. | Fire                                                |                                   | 4:21  |
| 12. | The Song Remains Insane                             | Cavalera / D-Low / Ratos de Porão | 3:39  |
| 13. | No (avec Christian Olde Wolbers)                    |                                   | 4:07  |
| 14. | Prejudice (avec Benji Webbe)                        | Cavalera / Webbe                  | 6:52  |
| 15. | Karmageddon (avec Chuck Johnson)                    |                                   | 3:34  |

## Musiciens du groupe
- Max Cavalera - guitare, chant, berimbau
- Jackson Bandeira - guitare
- Marcelo Dias - basse
- Roy Mayorga - batterie, percussions

## Musiciens additionnels
- Burton C. Bell: chant sur "Eye for an Eye"
- Dino Cazares: guitare sur "Eye for an Eye"
- Fred Durst: chant sur "Bleed"
- DJ Lethal: scratches sur "Bleed" et "Quilombo"
- Chino Moreno: chant sur "First Commandment"
- Los Hooligans: chœurs sur "Bumba" et "Umbabarauma"
- Benji Webbe: chant et chœurs sur "Quilombo" et "Prejudice"
- Eric Bobo: percussions sur "Umbabarauma"
- Christian Olde Wolbers: basse sur "No"
- Chuck Johnson: percussions sur "Karmageddon"
- Gilmar Bolla Oito: percussions sur les  titres 1, 2, 4, 5, 7, 8, 9 , 10 , 11 & 14
- Jorge Du Peixe: percussions sur les titres 1, 2, 4, 5, 7, 8, 9, 10, 11 & 14
- Larry McDonald: congas

## Charts et certifications

### Album
Charts
| Pays                                 | Durée du classement | Meilleur classement | Date          |
| ------------------------------------ | ------------------- | ------------------- | ------------- |
| Allemagne (GfK Entertainment)        | 6 semaines          | 29e                 | 4 mai 1998    |
| Australie (ARIA Charts)              | 2 semaines          | 33e                 | 3 mai 1998    |
| Autriche (Ö3 Austria Top 40)         | 3 semaines          | 28e                 | 17 mai 1998   |
| Belgique (V) (Ultratop)              | 9 semaines          | 12e                 | 9 mai 1998    |
| Belgique (W) (Ultratop)              | 2 semaines          | 45e                 | 9 mai 1998    |
| Écosse (Scottish Album Chart)        | 3 semaines          | 26e                 | 26 avril 1998 |
| États-Unis (Billboard 200)           | 3 semaines          | 79e                 | 9 mai 1998    |
| Finlande (Suomen virallinen lista)   | 3 semaines          | 18e                 | 3 mai 1998    |
| France (SNEP)                        | 6 semaines          | 14e                 | 25 avril 1998 |
| Nouvelle-Zélande (RMNZ Albums Top40) | 12 semaines         | 34e                 | 10 mai 1998   |
| Pays-Bas (MegaCharts)                | 8 semaines          | 27e                 | 9 mai 1998    |
| Royaume-Uni (UK Albums Chart)        | 5 semaines          | 16e                 | 2 mai 1998    |
| Suède (Sverigetopplistan)            | 3 semaines          | 43e                 | 1er mai 1998  |

Certifications
| Pays        | Certification | Ventes    | Date              |
| ----------- | ------------- | --------- | ----------------- |
| États-Unis  | Or            | 500 000 + | 16 novembre 2005  |
| France      | Or            | 100 000 + | 14 janvier 2003   |
| Royaume-Uni | Argent        | 60 000 +  | 20 septembre 2002 |

### Singles
| Single      | Chart                   | Durée du classement | Position | Date          |
| ----------- | ----------------------- | ------------------- | -------- | ------------- |
| Bleed       | UK Singles Chart        | 1 semaine           | 83e      | 11 avril 1998 |
| Bleed       | Suomen virallinen lista | 3 semaines          | 8e       | 27 avril 1998 |
| Umbabarauma | UK Singles Chart        | 2 semaines          | 83e      | 27 juin 1998  |
| Tribe       | UK Singles Chart        | 1 semaine           | 78e      | 29 mai 1999   |